# Up TV
UP TV (estilizado como UPtv; anteriormente GMC TV y originalmente Gospel Music Channel) es un canal de televisión por suscripción estadounidense que se fundó para centrarse en la música gospel. Se ha expandido a películas, series y especiales originales para toda la familia. Up TV es propiedad de InterMedia Partners. El nombre y el logotipo son una referencia a Uplifting Entertainment, uno de los proveedores de contenido del canal.

## Historia
Gospel Music Channel fue fundado en 2004 por Charles Humbard, hijo del televangelista Rex Humbard. Estaba dedicado a la música gospel. Con Brad Siegel, expresidente de Turner Entertainment Networks de Turner Broadcasting, como vicepresidente, Humbard lanzó GMC el 30 de octubre de 2004. Gospel Music Channel programó música gospel/cristiana, con todos los estilos, incluido gospel tradicional y contemporáneo, rock cristiano y pop, gospel sureño y metal cristiano. Cada noche de la semana, la programación de la cadena presentaba un género musical diferente.
Además de los bloques de videos musicales, la cadena comenzó a producir programas originales, como Faith and Fame (biografías de artistas), Front Row Live (conciertos) y America Sings (competencia de canto). La cadena transmitió programas de premios de la industria de la música cristiana y gospel, incluidos los premios Stellar (gospel urbano) y los premios GMA Dove.
Se cambió la marca de la red el 1 de junio de 2013 (el cambio de marca estaba programado para el 1 de septiembre de 2013).